# Jakkrawut Songma
Jakkrawut Songma (thailändisch จักราวุธ สงมา, * 13. Januar 1996 in Khon Kaen) ist ein thailändischer Fußballspieler.

## Karriere
Jakkrawut Songma stand bis 2018 beim Nongbua Pitchaya FC unter Vertrag. Der Verein aus Nong Bua Lamphu spielte in der zweiten thailändischen Liga, der Thai League 2. 2019 wechselte er nach Khon Kaen zum Drittligisten Khon Kaen United FC. Mit Khon Kaen wurde er am Ende der Saison Meister der Upper Region und stieg in die zweite Liga auf. Nach dem Aufstieg verließ er den Verein und schloss sich dem Udon United FC aus Udon Thani an. Mit dem Klub spielte er zuletzt in der dritten Liga. Am Ende der Saison wurde er mit Udon Meister der North/Eastern Region. In den Aufstiegsspielen zur zweiten Liga konnte man sich nicht durchsetzen. Zur Saison 2021/22 unterschrieb er einen Vertrag beim Zweitligisten Lampang FC. Sein Zweitligadebüt für den Verein aus Lampang gab Jakkrawut Songma am 4. September 2021 (1. Spieltag) im Heimspiel gegen den Zweitligaaufsteiger Muangkan United FC. Hier stand er in der Startelf und wurde in der 67. Minute gegen den Brasilianer Deyvison ausgewechselt. Das Spiel endete 1:1. Am Ende der Saison 2021/22 wurde er mit Lampang Tabellenvierter und qualifizierte sich für die Aufstiegsspiele zur ersten Liga. Hier konnte man sich gegen den Trat FC durchsetzen und stieg in die erste Liga auf. Nach einer Saison Erstklassigkeit musste er mit Lampang am Ende der Saison als Tabellenletzter wieder den Weg in die zweite Liga antreten. Nach dem Abstieg verließ er Lampang und schloss sich in der Sommerpause 2023 dem ebenfalls aus der ersten Liga abgestiegenen Nongbua Pitchaya FC an. Am Ende der Saison 2023/24 wurde er mit dem Klub aus Nong Bua Lamphu Vizemeister und stieg direkt in die erste Liga auf. Am Ende der Saison 2024/25 belegte er mit Nongbua den 14. Tabellenplatz und musste somit in die zweite Liga absteigen.

## Erfolge
Khon Kaen United FC
- Thai League 3 – Upper: 2019  ▲

Udon United FC
- Thai League 3 – North/East: 2020/21

Nongbua Pitchaya FC
- Thailändischer Zweitligameister: 2023/24  ▲

## Sonstiges
Jakkrawut Songma ist der Zwillingsbruder von Jakkrit Songma.